# La France socialiste
La France socialiste  est un organe collaborationniste français, fondé par l'avocat André Picard, pendant l'Occupation. Le journal fut d'abord appelé La France au travail puis, à la suite d'un changement de rédaction et de ligne éditoriale, La France socialiste.

## La France au travail(juin 1940-novembre 1941)
Le journal est d'abord dirigé par Charles Dieudonné et Jean Drault. Henry Coston en est le secrétaire de rédaction. Le premier numéro sort le 30 juin 1940 avec comme sous-titre « Grand quotidien d'information au service du peuple français ». Le journal ouvre ses colonnes à des personnalités comme Robert J. Courtine, ou Georges Montandon qui y écrit : « En sus de ses fautes à elle, la nation française a été empoisonnée par l'esprit de l'ethnie putain » (2 juillet 1940).
L'équipe rédactionnelle est d'origine diverse : on y trouve d'anciens communistes comme Pierre Benedix ou des gens de droite comme Martin-Dubois, Jacques Ditte ou René Saive. L'orientation est antiparlementaire, anticapitaliste (le journal demande la libération des pacifistes et communistes, le contrôle des banques, l'impôt sur la fortune) et antisémite. Le journal dénonce les difficultés du ravitaillement, les fonctionnaires incapables et s'en prend très tôt à Vichy, « gouvernement de l'ordre moral », mais pas à la personne de Philippe Pétain. En raison de la violence des éditoriaux de Charles Dieudonné, Laval impose qu'il soit coiffé par Jean Fontenoy. Ceci fait chuter les ventes puis entraîne le départ en juillet 1941 de Charles Dieudonné.

## La France socialiste(novembre 1941-août 1944)

### Rédaction
Le quotidien est publié à partir du 10 novembre 1941 sous la direction politique de René Château et de Georges Daudet, proche de l'ambassade d'Allemagne.
Le journal change de nom et la composition de sa rédaction est modifiée et devient idéologiquement plus homogène : il accueille alors essentiellement des hommes de gauche ralliés à la collaboration comme Eugène Frot, Gabriel Lafaye, Paul Rives, René de Marmande, Hubert Lagardelle, Claude Jamet, Pierre Hamp, Georges Daudet et René Saive.
L'équipe animatrice est formée de socialistes tentés par le Rassemblement national populaire (RNP) de Marcel Déat mais hostiles à Eugène Deloncle qui formeront le mouvement France-Europe : Francis Desphelippon, Roland Silly, Charles Pivert, Michel Brille, Jean Garchery et Louis Sellier.
On y trouve aussi les députés socialistes amis de Paul Faure : Roger Lefèvre, Alexandre Rauzy ou Fernand Roucayrol ou des intellectuels comme Félicien Challaye ou Claude Jamet.
Un collaborateur du journal en 1941-1942 sera élu député des Vosges en 1951 sous un faux nom, Jacques Ducreux ; son passé sera découvert à sa mort en 1952.
René Chateau qui s'oppose à la dérive totalitaire de Déat est exclu du RNP en février 1943 et doit démissionner du journal en juillet. Il est alors remplacé par Hubert Lagardelle, figure du socialisme révolutionnaire et ami de Benito Mussolini du 28 janvier 1944 au 17 août 1944.

### Orientation
Le journal verse dans l'antisémitisme et dans l'antimaçonnisme, tout en étant soupçonné de sympathies démocratiques ou bolcheviques par les services de la Propaganda Abteilung. En revanche, il bénéficie du soutien de l'ambassade d'Allemagne à Paris qui assure que sa mission est de gagner les milieux ouvriers à la collaboration.

### Archives
Les archives du journal sont aujourd'hui conservées aux Archives nationales sous la cote 4 AR.

### Diffusion
Le journal tire à plus de 180 000 exemplaires en août 1940. Son tirage est encore de 115 000 exemplaires en janvier 1943. Le journal parvient à trouver son propre public avec des ventes stabilisées entre 120 000 et 140 000 exemplaires.